# Yarmouk (ville)
Pour les articles homonymes, voir Yarmouk.
Yarmouk (en arabe :اليرموك) est une ville syrienne en banlieue sud de Damas, bâtie par les réfugiés palestiniens en Syrie en 1957 à la suite de la guerre de 1948. Avant la guerre civile syrienne, il s'agissait du plus grand camp de réfugiés palestiniens au monde. En décembre 2012, l’Armée syrienne libre et le Front Al-Nosra (branche syrienne d’Al-Qaida) prennent le contrôle du camp. La grande majorité des habitants fuit les bombardements et la famine due au siège de 2013 à 2015. En 2018, le camp est repris par les troupes d'Al-Assad, qui détournent l'essentiel de l’aide de l’UNRWA. Le camp est en ruine. Fin 2024, il n’abrite que quelques milliers d’habitants.

## Histoire
Le camp de réfugiés palestiniens de Yarmouk, à 8 kilomètres du centre-ville de Damas, voit le jour en 1957 sur 2,11 km2. D'un point de vue administratif, Yarmouk devient alors une ville du gouvernorat de Damas. Au fil des ans, le camp est construit en dur avec des magasins et deux axes de rues principaux. Au début du XXIe siècle, la ville compte quatre établissements de santé, plusieurs établissements scolaires, dont vingt écoles élémentaires gérées par l'UNRWA. Un jardin d'enfants est construit sur des fonds publics australiens en 1997, un centre de soins est fondé sur deniers publics néerlandais en 1998.
Dans les années 1960, le camp sert de base d'entraînement au Fatah de Yasser Arafat. Dans les années 1980, de nombreux Palestiniens résidant à Yarmouk partent prendre part à la guerre du Liban.

### Guerre civile syrienne
Début 2011, Yarmouk compte 160 000 habitants.
En décembre 2012, deux factions rivales s'affrontent violemment : des milices de l'armée syrienne libre (appuyée par les États-Unis), secondées par la liwa al-Assifa, et en face celles du FPLP-CG appuyées par l'armée syrienne. À cause des destructions, la plupart des habitants s'enfuient et il ne reste plus qu'environ 18 000 réfugiés palestiniens ou citoyens syriens à Yarmouk.
À partir de l'été 2013, les 18 000 Palestiniens réfugiés, dont 3 500 enfants, qui restent dans Yarmouk sont soumis à un siège des forces pro-gouvernementales syriennes, qui les prive de nourriture et de tous les biens de première nécessité. Les réfugiés souffrent de malnutrition extrême, de déshydratation et de manque de soins,. Le siège dure deux ans,. Au moins 170 personnes meurent de faim selon l’ONG palestinienne Jafra, 200 selon l’Observatoire syrien des droits de l’homme.
Le 23 mars 2014, alors que de l'aide alimentaire vient d'être livrée par l'UNRWA, un lance-roquette est dans la foule rassemblée pour recevoir un colis, 7 personnes sont tuées et au moins 3 sont blessées, dont un enfant de 6 ans. En 2014, une photographie des habitants affamés, en attente d'aide humanitaire ou d'évacuation, comme une marée humaine dans une rue de Yarmouk, fait le tour du monde,.
Le 1er avril 2015, des groupes armés de l'État islamique délogent l'armée syrienne libre de la plus grande partie de la ville et après plusieurs jours d’affrontements contre des combattants palestiniens, qui ont fait une trentaine de morts, s’emparent d'une grande partie de la ville. Les habitants ayant réussi à s’échapper témoignent de violences inouïes: « J’ai vu des têtes coupées. Ils tuaient les enfants avant les adultes. » Un adolescent raconte avoir vu deux jihadistes « jouer avec une tête coupée comme si c'était un ballon. » À partir du 8 avril suivant, les milices du  Front populaire de libération de la Palestine-Commandement général (FPLP-CG) et d'autres milices palestiniennes reconquièrent quelques zones de la ville. 
La contre-offensive du régime a lieu en 2017 et 2018. Il reste alors environ 6 000 habitants dans Yarmouk. Après l'évacuation d'un certain nombre de civils qui y étaient demeurés, les troupes loyalistes de Bachar al-Assad encerclent le millier de combattants de l'EI qui s'y sont retranchés. Le 19 mai 2018, l'armée loyaliste reprend le contrôle total de la ville, après que les quelques 1 600 à 1 800 combattants de l’EI, leurs familles et des civils ont quitté le camp palestinien, ainsi que les quartiers environnants de Hajar Al-Aswad et de Tadamoun, après un accord conclu entre les militaires syriens et l'organisation djihadiste.
Après six années de combats et les bombardements aériens intensifs du régime, le quartier de Yarmouk est en ruine,,. Les opérations de déblaiement des rues commencent en septembre 2018. Malgré une bureaucratie kafkaïenne et les interrogatoires de sécurité, des milliers de réfugiés palestiniens réussissent à se réinstaller dans le quartier. En 2024, il n’abrite plus que quelques milliers d’habitants.

## Personnalités
- Ahmad Joudeh (1990-), danseur de ballet et chorégraphe, né à Yarmouk.
- Niraz Saied, photographe et journaliste mort dans les prisons du régime en 2016
- Aeham Ahmad, surnommé le « Pianiste de Yarmouk », réfugié en Allemagne[16]
- Hani Abbas, illustrateur[17]
- Abdallah al-Khatib, réalisateur[18]
- Mohammad Wadeh, écrivain et journaliste[3]
- Samer Salameh, réalisateur
- Yaser et Mohamed Jamous, rappeurs de Refugees of Rap[19]

### Documentaires
- Little Palestine, journal d'un siège (Little Palestine, Diary of a Siege) réalisé par Abdallah Al-Khatib, 2021[18],[20],[21]. Grand Prix et Prix des Étudiants du Festival 2 Cinéma de Valenciennes 2021[22].
- Les chebabs, le film et moi, réalisé par Axel Salvatori-Sinz, 2019[23]
- 194, Nous, enfants du camp (194, Us, Children of The Camp) réalisé par Samer Salameh, 2017.
- Le Pianiste de Yarmouk, réalisé par Vikram Ahluwalia, 2017[24]
- Le Pianiste de Yarmouk, réalisé par Günter Atteln et Carmen Elena Belaschk, 2016[25]
- Quatrième étage après la Nakba, réalisé par Samer Salameh et Hassan Hassan, 2015[26].
- Le Chebab de Yarmouk, réalisé par Tadamon, 2014
- Cher Hassan, réalisé par Axel Salvatori-Sinz, 2014[27]
- Lettres de Yarmouk, réalisé par Rashid Masharawi, 2014[28]
- We cannot go there now, my dear, réalisé par Carol Mansour, 2014[29]
- Les Chebabs de Yarmouk, réalisé par Axel Salvatori-Sinz, 2012.